# 58627 Rieko
58627 Rieko este un asteroid din centura principală de asteroizi.

## Descriere
58627 Rieko este un asteroid din centura principală de asteroizi. A fost descoperit pe 8 noiembrie 1997 la Toyama de Masakatsu Aoki. Asteroidul prezintă o orbită caracterizată de o semiaxă mare de 2,31 ua, o excentricitate de 0,17 și o înclinație de 7,4° în raport cu ecliptica.